# Шайавосси (округ)
Шайавосси или Шайово́сси (англ. Shiawassee County) — округ в штате Мичиган, США. Официально образован в 1822 году. По состоянию на 2010 год, численность населения составляла 70 648 человек.

## География
По данным Бюро переписи США, общая площадь округа равняется 1 401,191 км2, из которых 1 375,291 км2 суша и 25,900 км2 или 1,900 % это водоёмы.

### Соседние округа
- Сагино — север
- Дженеси — восток
- Ливингстон — юго-восток
- Ингем — юго-запад
- Клинтон — запад
- Грашиот — северо-запад

## Население
По данным переписи населения 2010 года в округе проживает 70 648 жителей в составе 27 481 домашних хозяйств и 19 397 семей. Плотность населения составляет 51,40 человек на км2. На территории округа насчитывается 30 319 жилых строений, при плотности застройки около 22,00-ти строений на км2. Расовый состав населения: белые — 96,70 %, афроамериканцы — 0,50 %, коренные американцы (индейцы) — 0,50 %, азиаты — 0,40 %, гавайцы — 0,00 %, представители других рас — 0,50 %, представители двух или более рас — 1,50 %. Испаноязычные составляли 2,40 % населения независимо от расы.
В составе 32,50 % из общего числа домашних хозяйств проживают дети в возрасте до 18 лет, 53,80 % домашних хозяйств представляют собой супружеские пары проживающие вместе, 11,60 % домашних хозяйств представляют собой одиноких женщин без супруга, 29,40 % домашних хозяйств не имеют отношения к семьям, 0,00 % домашних хозяйств состоят из одного человека, 0,00 % домашних хозяйств состоят из престарелых (65 лет и старше), проживающих в одиночестве. Средний размер домашнего хозяйства составляет 2,54 человека, и средний размер семьи 2,99 человека.
Возрастной состав округа: 24,10 % моложе 18 лет, 8,50 % от 18 до 24, 23,90 % от 25 до 44, 29,10 % от 45 до 64 и 29,10 % от 65 и старше. Средний возраст жителя округа 40 лет. На каждые 100 женщин приходится 97,70 мужчин. На каждые 100 женщин старше 18 лет приходится 94,60 мужчин.
Средний доход на домохозяйство в округе составлял 46 528 USD, на семью — 52 614 USD. Среднестатистический заработок мужчины был 32 155 USD против 19 301 USD для женщины. Доход на душу населения составлял 21 103 USD. Около 10,60 % семей и 15,40 % общего населения находились ниже черты бедности, в том числе — 22,10 % молодежи (тех, кому ещё не исполнилось 18 лет) и 5,80 % тех, кому было уже больше 65 лет.